# Quadro de medalhistas mundiais brasileiros em powerlifting IPF
O Quadro de medalhistas mundiais brasileiros em powerlifting IPF contempla medalhistas com participações em mundiais organizados ou chancelados pela International Powerlifting Federation. Não estão computadas conquistas por brasileiros em mundiais de supino, mundiais universitários e Arnold Classic. O quadro possui atletas de todas as categorias e pesos, tanto no equipado como no raw e suas informações são de competições realizadas a partir de 1980.

## Quadro de medalhas
A tabela pode ser organizada por ordem alfabética na língua portuguesa pelo nome do(a) atleta ou reordenada por qualquer outra coluna, basta clicar nas setas para colocar a tabela na ordem que desejar: número de participações, número de medalhas de ouro, número de medalhas de prata, número de medalhas de bronze, total de medalhas ou percentual de aproveitamento dos medalhistas. 

### Medalhas de "Total"
| Atletas                 |    |   |    |    |    |         |
| ----------------------- | -- | - | -- | -- | -- | ------- |
| Ana Castellain          | 13 | 6 | 5  | 1  | 12 | 92,30 % |
| Christine Suzan Wender  | 7  | 1 | 1  | 3  | 5  | 71,42 % |
| Kellen Larissa de Souza | 1  | 0 | 1  | 0  | 1  | 100,0 % |
| Cícera Tavares          | 14 | 0 | 3  | 2  | 5  | 35,71 % |
| Daniela da Silva        | 1  | 0 | 1  | 0  | 1  | 100,0 % |
| Ana Couto               | 3  | 0 | 0  | 1  | 1  | 33,33 % |
| Irani Barbosa Rodrigues | 11 | 0 | 0  | 2  | 2  | 18,18 % |
| Carla Mozer             | 2  | 0 | 0  | 1  | 1  | 50,00 % |
| Maria A. Colis          | 2  | 0 | 0  | 1  | 1  | 50,00 % |
| Mariana Claudio         | 1  | 0 | 1  | 0  | 1  | 100,0 % |
| Judimeire A. Delago     | 2  | 0 | 0  | 1  | 1  | 50,00 % |
| Aberecida Martinez      | 2  | 0 | 0  | 1  | 1  | 50,00 % |
| Totais                  | 59 | 7 | 12 | 13 | 32 | 54,23 % |

|  | Número de participações das atletas em mundiais |
|  | Número de participações dos atletas em mundiais |
|  | Número de medalhas de ouro                      |
|  | Número de medalhas de prata                     |
|  | Número de medalhas de bronze                    |
|  | Total de medalhas (ouro + prata + bronze)       |
|  | Percentual de aproveitamento dos medalhistas    |

| Atletas               |    |   |    |    |    |         |
| --------------------- | -- | - | -- | -- | -- | ------- |
| Claudir S. Lopes      | 10 | 1 | 5  | 1  | 7  | 70,00 % |
| Anderson Alcantara    | 1  | 1 | 0  | 0  | 1  | 100,0 % |
| Danilo Costa Batista  | 3  | 0 | 0  | 2  | 2  | 66,66 % |
| Remi Carvalho         | 2  | 0 | 0  | 1  | 1  | 50,00 % |
| David Coimbra         | 16 | 0 | 1  | 3  | 4  | 25,00 % |
| Wesley Correa         | 1  | 0 | 0  | 1  | 1  | 100,0 % |
| Fernando da Silva     | 1  | 0 | 0  | 1  | 1  | 100,0 % |
| Olicio dos Santos     | 8  | 2 | 1  | 1  | 4  | 50,00 % |
| Luciano Duarte        | 4  | 0 | 0  | 1  | 1  | 25,00 % |
| Eudson Lima           | 5  | 0 | 0  | 1  | 1  | 25,00 % |
| Claudemiro Nascimento | 4  | 0 | 1  | 0  | 1  | 20,00 % |
| Rodrigo Nazareno      | 1  | 0 | 0  | 1  | 1  | 100,0 % |
| Eric Oishi            | 14 | 0 | 1  | 1  | 2  | 14,28 % |
| Willian Paulini       | 1  | 0 | 1  | 0  | 1  | 100,0 % |
| João Rocha            | 1  | 0 | 0  | 1  | 1  | 100,0 % |
| Eumenes Souza Jr.     | 9  | 0 | 0  | 1  | 1  | 11,11 % |
| Luiz Farnettani       | 3  | 1 | 0  | 0  | 1  | 33,33 % |
| Romeu Adib Gattas     | 6  | 0 | 1  | 0  | 1  | 16,66 % |
| Totais                | 90 | 5 | 11 | 16 | 32 | 35,55 % |

### Medalhas por "Movimento"
| Atletas                 |    |    |    |    |     |         |
| ----------------------- | -- | -- | -- | -- | --- | ------- |
| Ana Castellain          | 13 | 21 | 7  | 2  | 30  | 79,92 % |
| Irani Barbosa Rodrigues | 11 | 1  | 0  | 6  | 7   | 21,21 % |
| Judimeire A. Delago     | 2  | 0  | 2  | 1  | 3   | 50,00 % |
| Cícera Tavares          | 14 | 4  | 9  | 4  | 17  | 40,47 % |
| Erica Batista Bueno     | 8  | 2  | 1  | 3  | 6   | 25,00 % |
| Christine Suzan Wender  | 7  | 2  | 6  | 8  | 16  | 76,19 % |
| Ana Couto               | 3  | 1  | 1  | 3  | 5   | 55,55 % |
| Shanny Segade           | 1  | 1  | 0  | 1  | 2   | 66,66 % |
| Carla Mozer             | 2  | 0  | 0  | 3  | 3   | 50,00 % |
| Mariana Claudio         | 1  | 0  | 3  | 0  | 3   | 100,0 % |
| Kellen Larissa de Souza | 1  | 0  | 3  | 0  | 3   | 100,0 % |
| Silmara Cunha Silva     | 3  | 0  | 0  | 2  | 2   | 22,22 % |
| Daniela da Silva        | 1  | 0  | 2  | 0  | 2   | 66,66 % |
| Maria A. Colis          | 2  | 0  | 1  | 3  | 4   | 66,66 % |
| Aberecida Martinez      | 2  | 0  | 0  | 3  | 3   | 50,00 % |
| Clelia Maria da Silva   | 1  | 0  | 1  | 1  | 2   | 66,66 % |
| Bernardete Ferreira     | 1  | 0  | 1  | 0  | 1   | 33,33 % |
| Maria Jorge             | 1  | 0  | 1  | 1  | 2   | 66,66 % |
| Totais                  | 74 | 32 | 38 | 41 | 111 | 50,00 % |

|  | Número de participações das atletas em mundiais |
|  | Número de participações dos atletas em mundiais |
|  | Número de medalhas de ouro                      |
|  | Número de medalhas de prata                     |
|  | Número de medalhas de bronze                    |
|  | Total de medalhas (ouro + prata + bronze)       |
|  | Percentual de aproveitamento dos medalhistas    |

| Atletas                |     |    |    |    |     |         |
| ---------------------- | --- | -- | -- | -- | --- | ------- |
| Claudir S. Lopes       | 10  | 10 | 10 | 3  | 23  | 76,66 % |
| Anderson Alcantara     | 1   | 1  | 0  | 2  | 3   | 100,0 % |
| Vanderlei Barbosa      | 2   | 0  | 2  | 0  | 2   | 33,33 % |
| Danilo Costa Batista   | 3   | 1  | 1  | 1  | 3   | 33,33 % |
| Remi Carvalho          | 2   | 0  | 1  | 1  | 2   | 33,33 % |
| David Coimbra          | 16  | 2  | 4  | 3  | 9   | 18,75 % |
| Wesley Correa          | 1   | 0  | 0  | 2  | 2   | 66,66 % |
| Fernando da Silva      | 1   | 0  | 0  | 2  | 2   | 66,66 % |
| Marcelo Del Lama Silva | 6   | 0  | 1  | 1  | 2   | 11,11 % |
| Olicio dos Santos      | 8   | 6  | 2  | 1  | 9   | 37,50 % |
| Luciano Duarte         | 4   | 1  | 1  | 0  | 2   | 16,66 % |
| Andre Garcia           | 2   | 1  | 0  | 1  | 2   | 33,33 % |
| Matheus Garcia Costa   | 2   | 0  | 0  | 1  | 1   | 16,66 % |
| Eduardo Kirino         | 2   | 0  | 1  | 0  | 1   | 16,66 % |
| Eudson Lima            | 5   | 0  | 1  | 1  | 2   | 13,33 % |
| Claudemiro Nascimento  | 4   | 1  | 1  | 0  | 2   | 16,66 % |
| Rodrigo Nazareno       | 1   | 0  | 1  | 1  | 2   | 66,66 % |
| Eric Oishi             | 14  | 1  | 3  | 0  | 4   | 9,52 %  |
| Willian Paulini        | 1   | 0  | 3  | 0  | 3   | 100,0 % |
| João Rocha             | 1   | 1  | 0  | 2  | 3   | 100,0 % |
| Eumenes Souza Jr.      | 9   | 0  | 3  | 0  | 3   | 11,11 % |
| Serafim Rocha          | 2   | 0  | 1  | 3  | 4   | 66,66 % |
| Carlos Fanelli         | 1   | 0  | 1  | 0  | 1   | 33,33 % |
| Gerson Oliveira        | 2   | 0  | 1  | 2  | 3   | 50,00 % |
| Romeu Adib Gattas      | 6   | 0  | 2  | 3  | 5   | 27,77 % |
| Luiz Farnettani        | 3   | 1  | 3  | 1  | 5   | 33,33 % |
| Andrea Doria           | 3   | 0  | 0  | 1  | 1   | 11,11 % |
| J. Almeida             | 3   | 0  | 1  | 1  | 2   | 22,22 % |
| José Carlos Vidal      | 3   | 0  | 1  | 0  | 1   | 11,11 % |
| Thamer Chaim           | 3   | 0  | 1  | 2  | 3   | 33,33 % |
| Eduard Zino            | 2   | 0  | 1  | 0  | 1   | 16,66 % |
| Totais                 | 123 | 26 | 47 | 35 | 108 | 29,26 % |